# Enrico Rabbachin
Enrico Rabbachin (Vigevano, 3 maggio 1943 – Mede, 28 dicembre 2024) è stato un tiratore a segno italiano.

## Biografia
Nato nel 1943 a Vigevano, in provincia di Pavia, a 37 anni ha partecipato ai Giochi olimpici di Mosca 1980, terminando 11º nella pistola 50 m con 558 punti.
Rabbacchin è morto il 28 dicembre 2024 presso l'Ospedale San Martino di Mede, dove era ricoverato. 